# 石黒晶
石黒 晶（いしぐろ さやか、1954年 ‐ ）は、日本の作曲家。和歌山県出身。神戸女学院大学音楽学部教授。日本音楽著作権協会会員。合唱・ピアノコンクール審査員、和歌山市児童生徒文化奨励賞審査員などを務める。

## 略歴
東京藝術大学音楽学部作曲科卒業、同大学院音楽研究科（作曲専攻）修士課程修了。修了作品は東京藝術大学が買い上げている。松本民之助、松村禎三、池野成、森川隆之に作曲を、徳川愛子、出口美智子にピアノを、寺井良雄に能楽を師事。
大学院時代に沖縄音楽を素材とした「三つの沖縄の歌」や「宮古島の二つの歌謡」で創作活動を開始した。その後「沖縄わらべうた」「紀州うた拍子」「わらべうたのカタログ」「君がそばにいても 僕は君が恋しい」などの合唱作品が続いたほか、「ハッシャバイ・ソングス」「つきのひかり」「これが私の優しさです」などの独唱作品も発表。民俗素材を用いた作曲と現代詩歌への付曲という声楽創作の方向性は、東京混声合唱団委嘱の「愛のうた 恋のうた」で一つの結実を見、さらにそれらの集大成として、4年の歳月を費やしたHi's Opera Company委嘱のオペラ「みすゞ」を2013年に完成させた。翌年新国立劇場中劇場で初演された同作は好評を博し、音楽誌上でも高い評価を得ている。
器楽作品では、無伴奏チェロのための「弦歌三章」、ピアノのための「コード・フォー・フラワーズ」、ハープのための「琴華」などの佳品がある。

## 受賞
- 第10回神奈川芸術祭合唱コンクール 入選
- 第17回朝日作曲賞（佳作）入賞
- 第34回グイド・ダレッツォ国際作曲コンコルソ 入選（2位）
- 第16回旧東京音楽学校奏楽堂日本歌曲作曲コンクール 第3位入賞
- 平成26年和歌山県文化奨励賞

## 作品

### 歌劇
- オペラ「みすゞ』2013

### 管弦楽曲
- 「シンフォニエッタ」1987

### 舞台作品
- 「絵巻ファンタジーKIYOHIME」1992
- 「Clapping!」2005
- 「音の虹が降りてくる ～U・A・E・I 」2007
- 「RISE」 2008

### 独唱曲集
- 「星」（詩：山村暮鳥）1977/82
- ソプラノと三つの楽器のための「三つの沖縄の歌」（伝承詩）1987/92
- ソプラノとハープのための「宮古島の二つの歌謡」（伝承詩）1988/96
- 「つきのひかり」（詩：まど・みちお）2004
- 「ハッシャバイ・ソングス」独唱版（伝承詩）2007
- 「これが私の優しさです」（詩：谷川俊太郎）2009

### 合唱組曲
- 女声合唱とピアノのための「きいろいふうせん」（詩：石黒つぎ子）1986/90
- 混声合唱のための「沖縄わらべうた」（伝承詩）1993/94
- 同声合唱のための「紀州うた拍子」（伝承詩）2000
- 童声合唱のための「紀伊の子どものうた遊び」（伝承詩）2005
- 混声合唱のための「丹後の織り女」（京都の伝承詩）2005
- 同声合唱のための「紀伊の国のうた拍子」（伝承詩）2006
- 混声合唱と三つの楽器のための「南ぬ組歌」（沖縄の伝承詩）2007
- 女声合唱とピアノのための「ハッシャバイ・ソングス」女声合唱版（伝承詩）2008
- 女声合唱のための「わらべうたのカタログ」（詩：谷川俊太郎）2008
- 混声合唱のための「タプカル・キ・キ」（アイヌの伝承詩）2012
- 混声合唱とピアノのための「君がそばにいても僕は君が恋しい」（詩：リュ・シファ、蓮池薫訳）2012
- 女声合唱とピアノのための「一日（ひとひ）巡り」（詩：石黒晶）2012
- 混声合唱のための「愛のうた 恋のうた」（詩：波照間島の伝承詩、谷川俊太郎、与謝野晶子、金子光晴） 2013
- 混声合唱のための「ナッチロリン」（京都の伝承詩）2013

### 器楽作品
- 「ヘミオラの道」(Pf)1991
- 「オンドマルトノ＆チェンバロ五重奏曲 ー田園詩ー」(Om, Cemb, Vn, Va & Vc)1998/2003
- 「弦歌三章」(Vc)1999
- 「モノディ・カンティクルス」(Fl)2000
- 「草原のラプソディー弦楽トリオのためのー」2003
- 「遙かな古都へ」(Mn)2006
- 「コード・フォー・フラワーズ」(Pf)2006
- 「エッジ・オン・カラーズ」(Pf)2008
- 「チュプ・チルキの呪文」(Cb & Pf)2010
- 「琴華」(Hp)2014

### その他の作品
- 「みどりに寄す」（みどり幼稚園創立50周年記念頌歌 詩：石黒つぎ子）1986
- 「GOOD MORNING MY DEAR DARING」（詩：菱川菊代）1992
- 「楠千年」（詩：西尾永久子）1992
- 「At the Corridor」（電子音楽）1996
- 「旅立ち」（詩：稲田つばさ）2008
- 「和歌山県串本市 串本西小学校校歌」（詩：村上和弥）2008
- 「未来への扉～ずっと忘れない～」（詩：平成24年度和歌山市立貴志中学校卒業生一同）2012